# ジャン・ドーベルヴァル

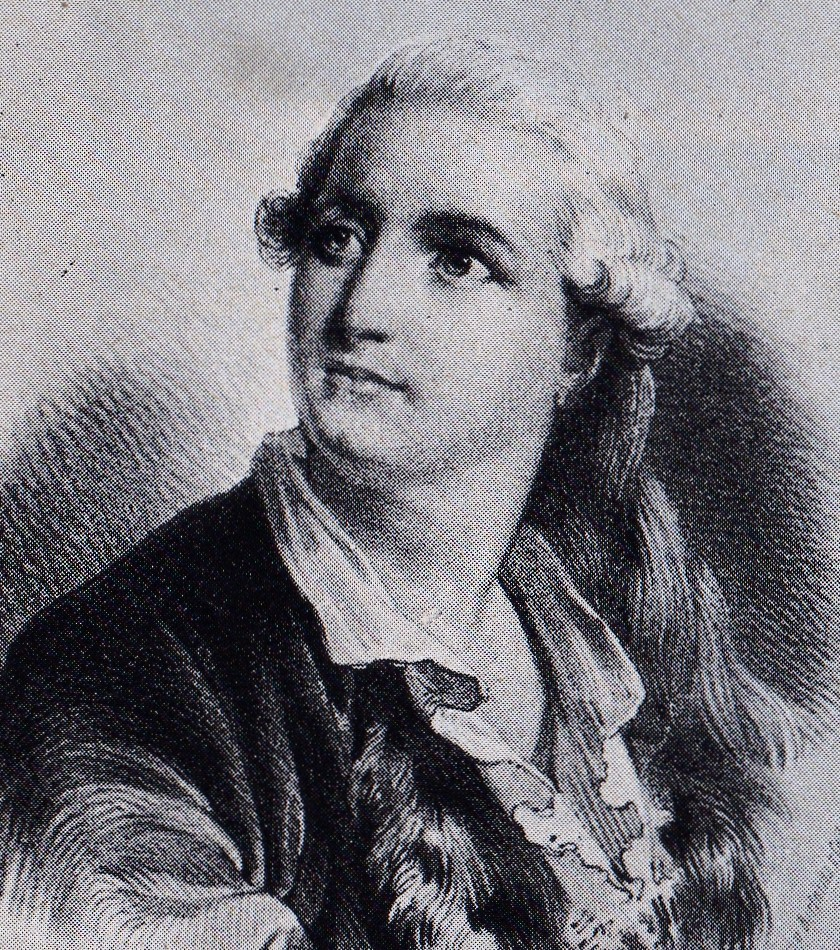
ジャン・ドーベルヴァル、1790年

ジャン・ドーベルヴァル（Jean Dauberval または Jean D'Auberval, 1742年8月19日 - 1806年2月14日）は、フランスのバレエダンサー・振付家である。現在も上演されている最古のバレエの一つ『ラ・フィユ・マル・ガルデ』の作者として名を残している。

## プロフィール
ドーベルヴァルは本名をジャン・ベルシェール（Jean Bercher）といい、モンペリエで生まれた。彼はパリ・オペラ座の付属バレエ学校で、著名なバレエの教師ジャン＝ジョルジュ・ノヴェールに指導を受けた。
その後、彼はジャン＝ジョルジュ・ノヴェールに出会ったシュツットガルトで働いた。
ジャン＝ジョルジュ・ノヴェールは彼について自身の手紙にこう書いている。「彼は知性、センス、洞察力、野心という成長に必要なものに幼少期から恵まれている。」
1763年に、ドーベルヴァルはパリ・オペラ座のプルミエ・ダンスールに任命され、1771年にはバレエ・マスターの位置に着いた。
1783年には、ドーベルヴァルはボルドーに移り、その地で1791年までバレエ・マスターの地位に留まった。
1780年、彼はジャン＝ジョルジュ・ノヴェールと共に『ガマーシュの結婚』(小説『ドン・キホーテ』より)を創った。
1789年に彼は現在でも有名な『ラ・フィユ・マル・ガルデ』を振り付け、7月1日(パリで起こったバスティーユ襲撃の2週間前)にボルドーで初上演させた。ヒロイン、リーズの初演者は、彼の妻であったマダム・テオドール（Madame Théodore, 1760年10月6日 - 1798年9月9日）だった。
ドーベルヴァルはトゥールで1806年に死去した。

## 主な作品
- Le Déserteur（1785年）
- Le Page inconstant[4]（1787年）
- ラ・フィユ・マル・ガルデ（1789年）
- Télémaque dans l'île de Calypso（1797年）